# Orrick (Misuri)
Orrick es una ciudad ubicada en el condado de Ray en el estado estadounidense de Misuri. En el Censo de 2010 tenía una población de 837 habitantes y una densidad poblacional de 242,07 personas por km².

## Geografía
Orrick se encuentra ubicada en las coordenadas 39°12′48″N 94°7′31″O / 39.21333, -94.12528. Según la Oficina del Censo de los Estados Unidos, Orrick tiene una superficie total de 3.46 km², de la cual 3.46 km² corresponden a tierra firme y (0%) 0 km² es agua.

## Demografía
Según el censo de 2010, había 837 personas residiendo en Orrick. La densidad de población era de 242,07 hab./km². De los 837 habitantes, Orrick estaba compuesto por el 97.73% blancos, el 0.24% eran afroamericanos, el 0.36% eran amerindios, el 0.12% eran asiáticos, el 0% eran isleños del Pacífico, el 0.24% eran de otras razas y el 1.31% pertenecían a dos o más razas. Del total de la población el 2.27% eran hispanos o latinos de cualquier raza.